# Club Deportivo Olimpia
Il Club Deportivo Olimpia, meglio noto, sebbene impropriamente, come Olimpia Tegucigalpa, è una società polisportiva di Tegucigalpa, capitale dell'Honduras, famosa soprattutto per la sua sezione calcistica, che si affianca a quella cestistica. Milita nella Liga Nacional de Honduras, la massima divisione del campionato nazionale, e disputa le partite interne nello Stadio Tiburcio Carías Andino.
Fondata nel 1912, è la compagine più titolata del paese, avendo vinto 34 campionati nazionali e l'unico club honduregno ad aver vinto la CONCACAF Champions League.

## Storia
Il 21 settembre 2021 vince 6-0 nell'incontro esterno valido per gli ottavi di finale della CONCACAF League 2021 contro i surinamesi dell'Inter Moengotapoe, che destò scandalo poiché il presidente sessantenne dei padroni di casa Ronnie Brunswijk scese in campo come calciatore.
Il 25 settembre seguente la CONCACAF ha squalificato dalla competizione entrambe le squadre, poiché venne diffuso un video girato nel post-partita in cui si vedeva il già citato Brunswijk distribuire denaro ai giocatori ed allo staff dell'Olimpia.

## Palmarès

### Competizioni nazionali
- Campionato honduregno: 38

1966-67, 1967-68, 1969-70, 1971-72, 1977, 1982, 1984, 1986, 1987, 1989, 1992-93, 1995-96, 1996-97, 1998-99, Apertura 2001, Apertura 2003, Clausura 2004, Clausura 2005, Apertura 2006, Clausura 2006, Clausura 2008, Clausura 2009, Clausura 2010, Apertura 2012, Clausura 2012, Apertura 2013, Clausura 2013, Clausura 2014, Clausura 2015, Clausura 2016, Apertura 2020, Apertura 2021, Clausura 2021, Apertura 2022, Clausura 2023, Apertura 2023, Clausura 2024, Apertura 2024
- Copa de Honduras: 3

1995, 1998, 2015
- Supercoppa dell'Honduras: 1

1998

### Competizioni internazionali
- CONCACAF Champions' Cup: 2

1972, 1988
- CONCACAF League: 2

2017, 2022
- Copa Interclubes UNCAF: 2

1999, 2000

### Altri piazzamenti
- Copa de Honduras:

Finalista: 1997
- CONCACAF Champions' Cup/Champions League:

Finalista: 1985
Semifinalista: 1990, 2000, 2020
- Coppa Interamericana:

Finalista: 1972, 1988
- Copa Interclubes UNCAF:

Finalista: 2005, 2006
Terzo posto: 2001, 2004
Quarto posto: 1998
- CONCACAF League:

Semifinalista: 2019, 2020

## Organico

### Rosa 2023
| N. |                      | Ruolo | Calciatore               |
| -- | -------------------- | ----- | ------------------------ |
| 1  | Honduras (bandiera)  | P     | Edrick Menjívar          |
| 2  | Honduras (bandiera)  | D     | Maylor Nuñez             |
| 3  | Honduras (bandiera)  | D     | Elmer Güity              |
| 5  | Honduras (bandiera)  | D     | Éver Alvarado (capitano) |
| 6  | Paraguay (bandiera)  | D     | José Cañete              |
| 7  | Honduras (bandiera)  | A     | Ovidio Lanza             |
| 8  | Honduras (bandiera)  | A     | Edwin Rodríguez          |
| 9  | Honduras (bandiera)  | A     | Jorge Benguché           |
| 10 | Argentina (bandiera) | C     | Matías Garrido           |
| 12 | Argentina (bandiera) | C     | Cristian Maidana         |
| 14 | Honduras (bandiera)  | A     | Júnior Lacayo            |
| 15 | Honduras (bandiera)  | C     | Edwin Rodríguez          |
| 16 | Honduras (bandiera)  | D     | Johnny Leverón           |
| 17 | Honduras (bandiera)  | D     | Jonathan Paz             |

| N. |                      | Ruolo | Calciatore        |
| -- | -------------------- | ----- | ----------------- |
| 19 | Colombia (bandiera)  | A     | Justin Arboleda   |
| 20 | Honduras (bandiera)  | C     | Deybi Flores      |
| 21 | Honduras (bandiera)  | A     | José Pinto        |
| 22 | Honduras (bandiera)  | P     | Harold Fonseca    |
| 23 | Honduras (bandiera)  | C     | Jorge Álvarez     |
| 25 | Honduras (bandiera)  | A     | Elvin Oliva       |
| 26 | Argentina (bandiera) | D     | Jonathan Ferrari  |
| 27 | Honduras (bandiera)  | A     | Jerry Bengtson    |
| 29 | Honduras (bandiera)  | C     | German Mejía      |
| 31 | Argentina (bandiera) | C     | Matías Morales    |
| 32 | Honduras (bandiera)  | C     | Carlos Pineda     |
| 33 | Honduras (bandiera)  | C     | Michaell Chirinos |
| 36 | Honduras (bandiera)  | P     | Alex Güity        |